# Sistema de aterrizaje por microondas
El sistema de aterrizaje por microondas, abreviado MLS (del inglés Microwave Landing System) es un sistema de ayuda al aterrizaje desarrollado por el servicio militar de los Estados Unidos, cuya principal motivación fue paliar una de las mayores limitaciones de su predecesor, el sistema de aterrizaje instrumental (ILS): la presencia de irregularidades en el terreno y distorsiones ocasionales que mermaban su funcionalidad. 
En efecto, los aviones y vehículos de la zona aeroportuaria pueden reflejar señales emitidas por las antenas de este sistema, provocando errores significativos a lo largo de la ruta de aproximación. Con esta idea, en 1974 la OACI solicitó a sus Estados miembros reemplazar el viejo ILS como estándar internacional de aviación civil por este nuevo sistema.
Algunas ventajas de los sistemas MLS son:
- El equipamiento es más preciso.
- Permite múltiples curvas de aproximaciones, a diferencia de la rigidez de la aproximación lineal del ILS.
- Es más barato.
- Algunos sistemas pueden acomodarse totalmente al aterrizaje automático, que permite movimientos con niebla densa.

No obstante, a finales de los años 1990, la OACI recomendó la pervivencia de los estándares ILS y MLS, mientras se definían los de navegación por satélite, mucho más precisos que ambos.